# Nannaskolan

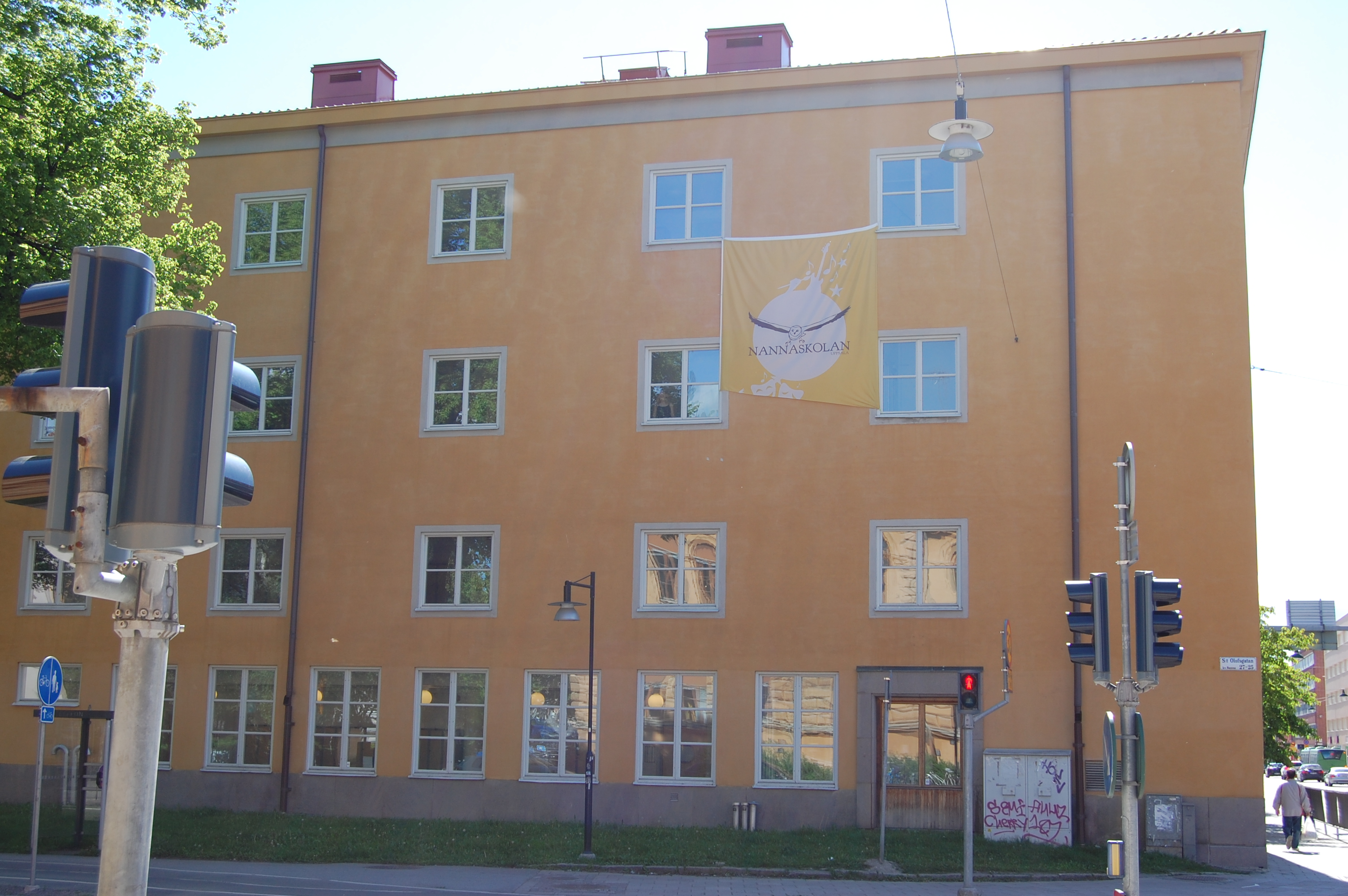
Nannaskolans fasad mot S:t Olofsgatan.

Nannaskolan är en kommunal grundskola startad 2010 från årskurs 7-9 på Kungsgatan 22 i centrala Uppsala. Skolan är belägen i kvarteret Nanna invid korsningen Kungsgatan-S:t Olofsgatan.
Verksamhetens grundande började med dåvarande Bolandgymnasiets ambition att skapa större efterfrågan på det estetiska programmet. Nannaskolan blev alltså den första grundskolan i Uppsala att erbjuda sådan estetisk inriktning. Nannaskolans, sedan starten, täta samarbete med de estetiska programmen på Uppsala estetiska gymnasium (tidigare på Boland) gör att utbildningen kan betraktas som en fortsättning på den som Nannaskolan ger.

## Byggnadens historia
Den första skolan i kvarteret Nanna invigdes 18 september 1876 som en folkskola, sedan två tomter köpts av Kungliga Akademin och en tredje byttes in av missionsföreningen. Byggnaden ritades av stadsarkitekt Z. Larsson. 1909 inrättades en skoltandklinik i Nannaskolan och från 1910-talet hade skolläkaren sin mottagning här. Högre folkskolan, som 1920 inrättades som en påbyggnad av Nannas folkskola kom under 1920-talet att överta allt större del av lokalerna, och övertog 1937 dispositionsrätten till byggnaden.
Redan på 1920-talet var byggnaden i dåligt skick och ansåg sina vara lämplig att reparera. Den förblev dock med viss upprustning i bruk fram till mitten av 1940-talet då den revs för att ge plats för den nya Nannaskolan.
Den nya byggnaden Nanna ritades av Gunnar Leche och byggdes 1945-1946.

### Musikens Hus
År 1998 föreslogs det ett enklare konsert- och kongresshus (Uppsala Konsert & Kongress, tidigare känt som Musikens Hus) genom om- och tillbyggnad av skolbyggnaden Nanna. Upphandlingen avbröts eftersom inga anbud som motsvarade kommunens krav kom in.

### Nanna-Balderskolan
I slutet av 1990-talet väcktes ett förslag om att Stiftelsen Uppsala Musikklasser skulle få en mer permanent placering vid en skola med centralt läge i Uppsala. I början av 2000-talet lades förslaget fram om att efter upprustning nyttja Nannaskolan för detta ändamål. Detta förslag biträddes av företrädarna Musikklasserna. Musikklasserna evakuerades då under 2002 från Domarringens Skola till byggnaden Balder i väntan på Nannas upprustning. Musikklasserna blev då mer kända som Nanna-Balderskolan eller Balderskolan.

### Renovering
Nannaskolan var i dåligt skick och hade varit i behov av renovering en längre tid. Nannaskolan behövde anpassas för dagens verksamhetskrav, vilket bl.a. innebar att befintliga klassrum behövde göras större. Detta krävde ingrepp i den bärande stommen. Därför påbörjades år 2006 ett projekt för att renovera Nannaskolan så att den skulle bli bättre och modernare. Specialsalar utfördes för NO, hemkunskap, slöjd samt övningssalar för musikundervisning. Lokaler för matsal och tillagningskök tillkom. Installationerna i byggnaderna blev helt nya. Projektet blev klart 2007 och skolan invigdes på nytt 2008. 
Nanna renoverades för 82 miljoner och projektledarna blev mycket nöjda. Men trots detta tackade musikklasserna sedan nej till Nanna, eftersom de tyckte att den nyrenoverade skolan var för trång, musiksalarna för små och att musiklärarna inte fick några arbetsrum. Ledningen ville därför istället stanna i de befintliga lokalerna i Balder och använda delar av Nanna. De fick då, år 2010, istället flytta till Gamla lärarseminariet i Luthagen.
Vid denna tidpunkt grundades den nya estetinriktade skolan som idag är Nannaskolan.

## Galleri

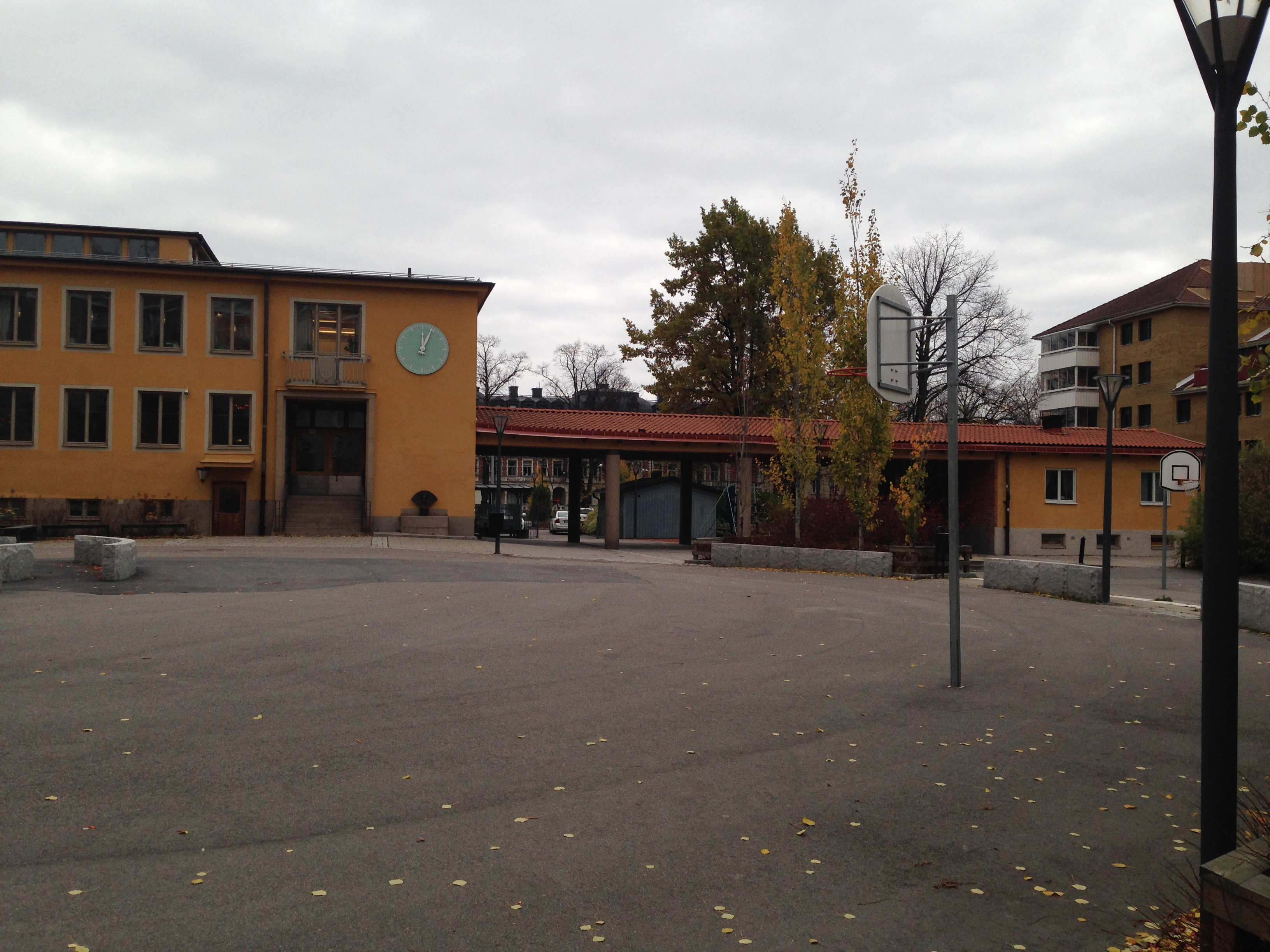
Nannaskolans gård
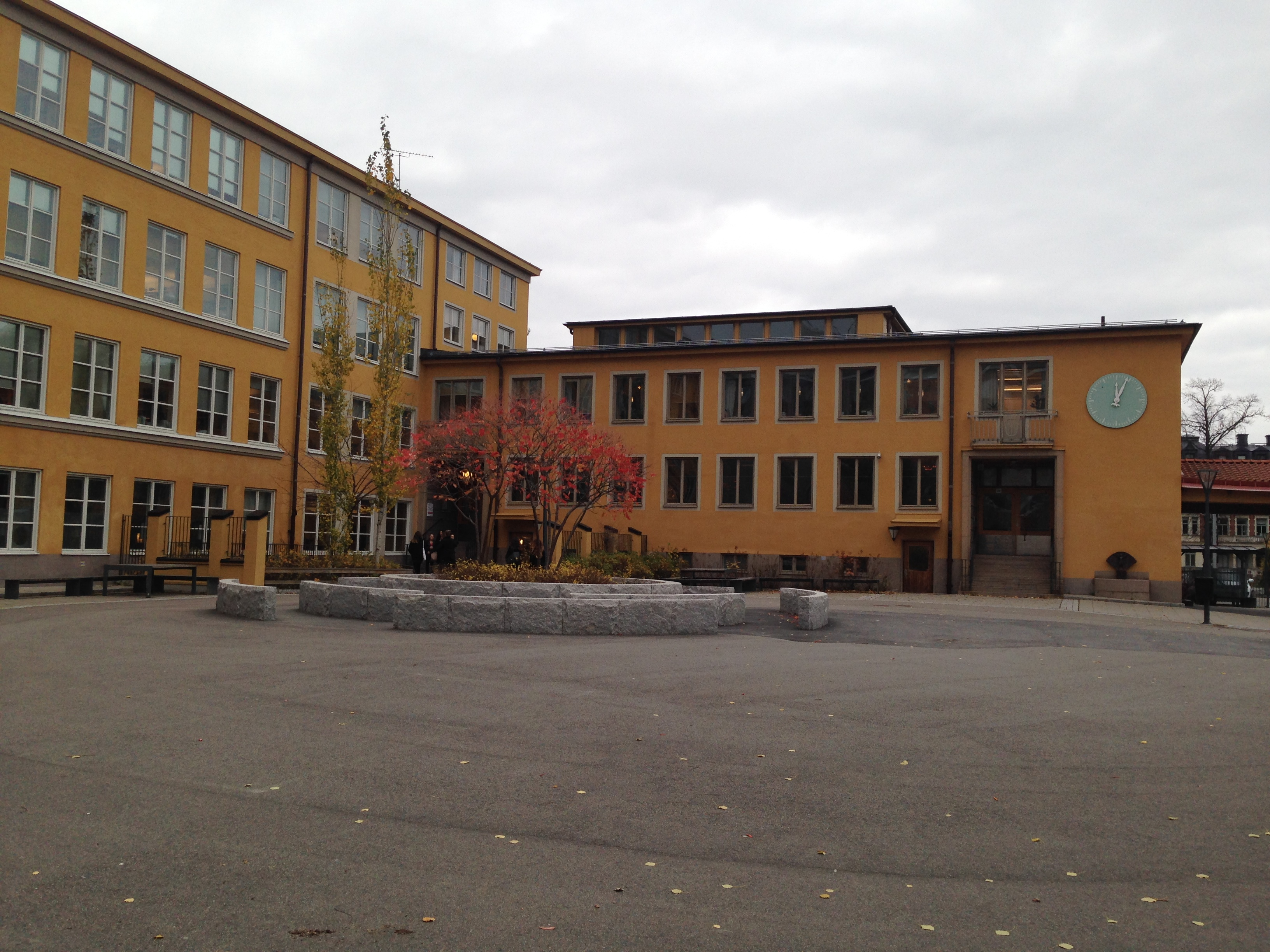
Nannaskolans gård
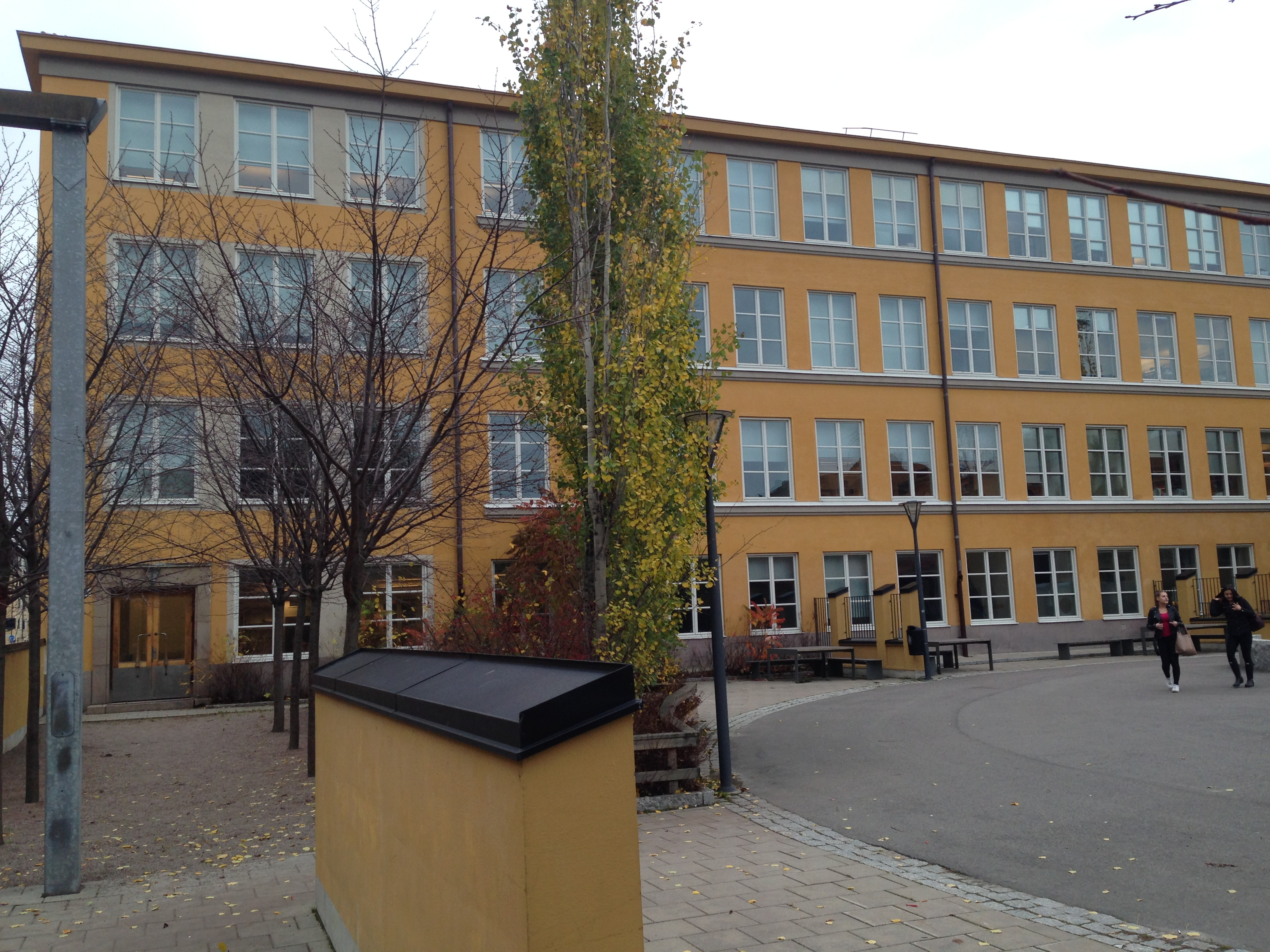
Nannaskolans huvudbyggnad
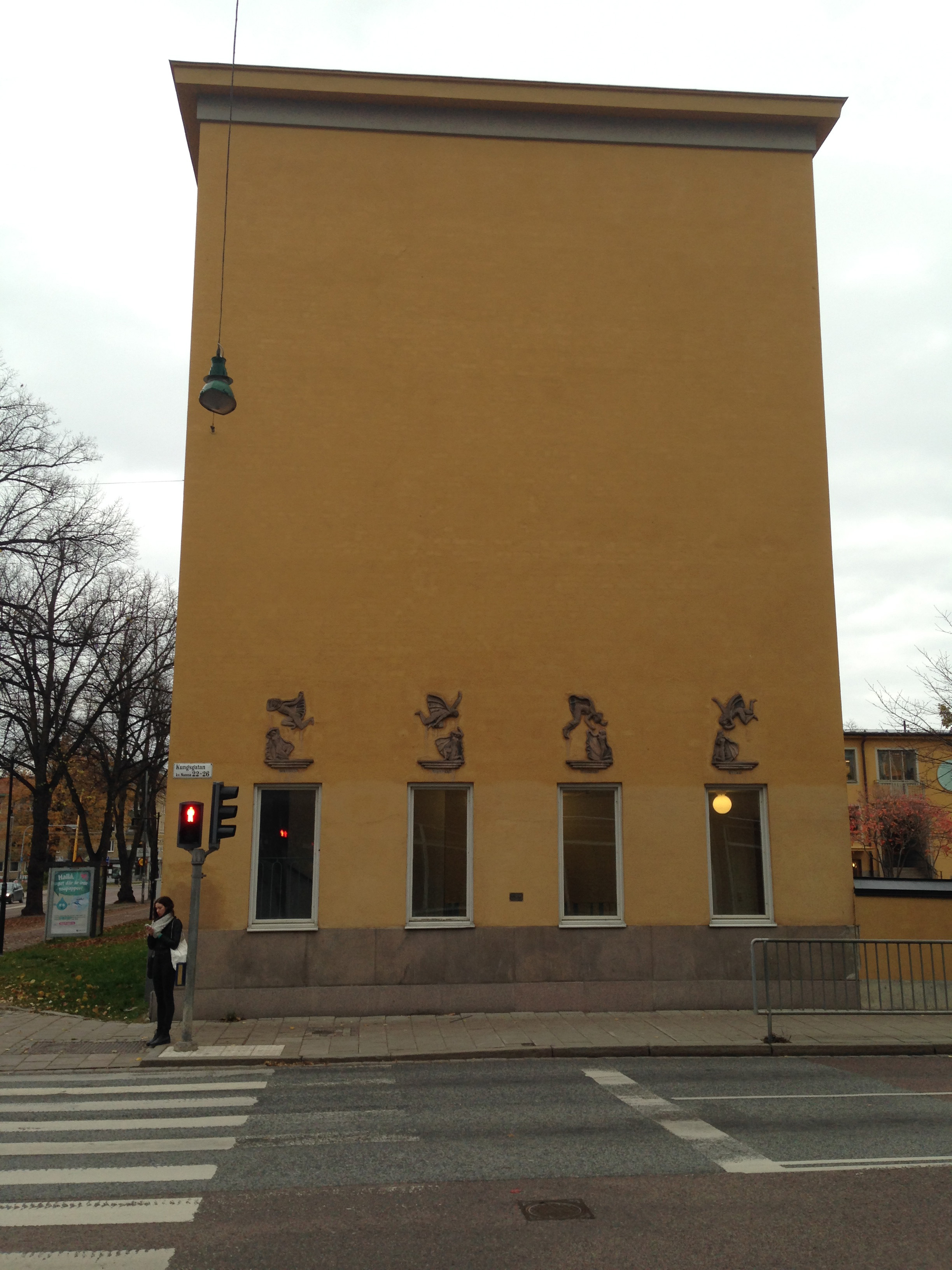
Nannaskolans gavel mot Kungsgatan
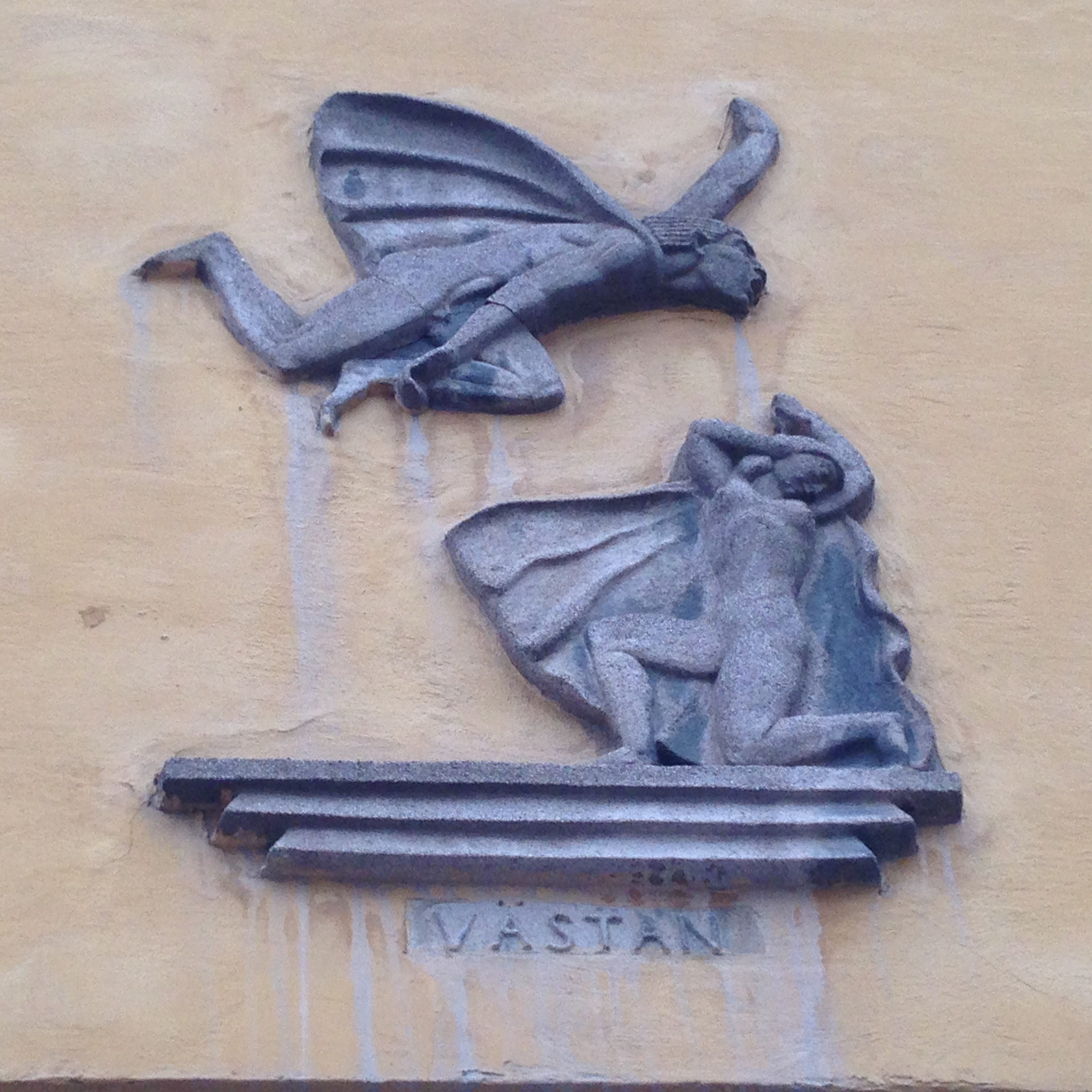
Väggskulptur av Ivar Johnsson